# بنجامين بيرتون
بنجامين بيرتون (بالفرنسية: Benjamin Berton)‏ هو كاتب فرنسي، ولد في 1974 في فالنسيان في فرنسا.